# Helena Rubinstein
Helena Rubinstein (născută Chaja Rubinstein la 25 decembrie 1870 - d. 1 aprilie 1965) a fost o femeie de afaceri americană de origine polonă și de etnie ebraică.
A fost fondatoarea companiei de succes Helena Rubinstein, Incorporated, prin care a devenit una dintre cele mai bogate femei din lume.
După izbucnirea Primului Război Mondial, s-a mutat cu soțul în New York, unde în 1915 deschide un salon de cosmetică.
Înregistrează un succes rapid, astfel că în 1928 ajunge să-și vândă afacerile către Lehman Brothers cu 7,3 milioane de dolari (echivalentul a 88 de milioane de dolari la nivelul anului 2007).
În 1973, compania Helena Rubinstein, Inc. a fost vândută către Colgate-Palmolive, iar acum aceasta se află în posesia grupului L'Oréal.